# Convención Preliminar de Paz (1823)
La Convención Preliminar de Paz firmada el 4 de julio de 1823 en Buenos Aires, fue un infructuoso intento de poner fin a la guerra de Independencia Hispanoamericana. Fue firmada por dos representantes de la Corona de España y por el gobierno de la Provincia de Buenos Aires, que se arrogaba el derecho a representar diplomáticamente a las Provincias Unidas del Río de la Plata, firmando tratados ad referéndum de las demás provincias.

## Antecedente de negociación
Un intento previo de negociación del gobierno liberal español adherente a la Constitución de Cádiz establecida en 1812, tuvo lugar cuando el 8 de junio de 1820 el rey Fernando VII designó como comisionados destinados a Buenos Aires al coronel Manuel Herrera, a Tomás Comyn y al capitán de fragata Manuel Martín de Matheu. Otros comisionados fueron enviados a Chile y Venezuela. Desde Río de Janeiro, los comisionados enviados a Buenos Aires esperaron noticias de la forma en que esa ciudad recibiera un manifiesto del rey que solicitaba a los americanos la jura de la Constitución de 1812. A pesar de que tomaron conocimiento que sus gestiones serían rechazadas, llegaron a Buenos Aires a principios de diciembre solicitando un salvoconducto a la Junta de Representantes. Obteniendo por respuesta que el pedido no era necesario: 

si la autorización de facultades con que V. SS. se dicen revestidos por parte del monarca constitucional, es extensiva a reconocer antes de toda negociación la preliminar e indispensable base de la independencia, que esta y las demás provincias, en Congreso General, han establecido en el acta cuyo ejemplar certificado se acompaña (...)

Los comisionados, temiendo por su integridad, abandonaron en secreto el puerto de Buenos Aires, volviendo a dirigirse a la Junta el 9 de diciembre para proponer el envío de comisionados ante el rey para tratar y concluir lo más conveniente al problema común. Una vez en Río de Janeiro, los comisionados hicieron un manifiesto a los habitantes de las Provincias del Río de la Plata y del Alto Perú instándolos a adoptar la Constitución de 1812 y someterse a la autoridad de Fernando VII, regresando dos meses después a España.

## La misión Pereira - La Robla
Las Cortes del gobierno liberal de España decidieron el 24 de enero de 1822 iniciar negociaciones con los gobiernos independientes surgidos en sus colonias americanas, para ello, recomendaron al gobierno el envío de comisionados.
El 22 de mayo de 1822 el rey nombró al comisionado Pereira:

Habiendo resuelto las Cortes extraordinarias en Decreto de 13 de febrero último q.e se nombren sugetos q.e por su talento, por su instrucción, por la opinión de q.e gocen, y por las circunstancias q.e los distingan, sean á propósito para presentarse á los diferentes Gobiernos que se hallen establecidos en las Americas Españolas, y oír y recibir todas las proposiciones q.e se les hicieren, p.a transmitirlas á la Metropoli, exépto aquellas que quitasen ó limitasen á los españoles Europeos y Americanos residentes en Ultramar la libertad de trasladar y disponer de sus familias, personas y propiedades como mejor les convenga; y hallandosé persuadido el Rey de q.e concurren en la persona de V. S. las apreciables cualidades q.e designa el mencionado Decreto de las Cortes, se ha servido nombrarle por tal Comisionado cerca del Gob.no establecido en Buenos Ayres. Y es la voluntad de S. M. que esta Orden sirva a V. S. de especial nombramiento el más amplio y formal q.e sér pueda, á fin de que se le reconozca p.r el citado Gob.no, y por todas las autoridades y personas que fuere necesario; en el concepto de q. V. S. por si solo, ó en compañía de algún otro individuo, q.e S. M. tenga á bien asociarle con un nombram.t° igual á este, queda autorizado plenam.te y en debida forma con la presente orden p.a desempeñar este importante encargo.

Lo participo á V. S. de Real orn para su inteligencia y satisfacción. Dios güe &. Madrid 16 de mayo de 1822. S.r D. Ant.o Luis Pereyra. Nombramiento del comisionado Pereira

Otra orden similar se expidió el 26 de septiembre de 1822 para nombrar al comisionado la Robla. 
El 28 de junio de 1822 las Cortes expidieron las instrucciones para el gobierno español y para los comisionados. Los comisionados debían dejar a la ratificación de su gobierno todo lo firmado antes de ponerlo en práctica, sin embargo podían convenir inmediatamente relaciones de comercio:

Art.° 3 Que para aproximar y estrechar mas y mas las relaciones entre aquellas provincias y la España peninsular, y que durante las negociaciones no esté interrumpido el Comercio reciproco, autoriza el Gob.no á los Comisionados q.e nombre p.a celebrar y concluir convenios provicionales de Comercio con dhás Provincias, sobre las bases gráles q.e el mismo Gob.no les determine en su instruccion.

El 28 de septiembre el gobierno ordenó a sus comisionados que procedan a dar cumplimiento a la misión.
Los comisionados enviados a Buenos Aires sólo fueron autorizados por su gobierno para negociar con los gobiernos establecidos en el territorio del Virreinato del Río de la Plata:

Deseando el Rey evitar cuanto pueda retardar ó entorpecer el que se lleve á efecto la Comisión encargada á V. SS. cerca del Gob.no establecido en Buenos Ayres según lo dispuesto por las Cortes en Decretos de 13 de Feb.e y 28 de Junio de este año, se ha servido resolver, que la referida Comisión confiada á V. SS. sea y se entienda en los mismos términos, y bajo las mismas instrucciones q.e se les tienen dadas, p.a cualquier Prov.a de las del Rio de la Plata en que se halla establecido un Gob.n° de hecho Independ.te de la Metropoli.

Lo digo á VSS. de ofn de S. M. p.a su intelig.a y efectos correspondiente. Dios güe & Madrid 20 de Dizbre de 1822

(firmado) Vadillo. — SS. D. Ant.e Luis Pereira y D. Luis de la Robla.

Los comisionados que partieron para la Costa Firme fueron el brigadier de Marina José Sartorio y el capitán de fragata Juan Barri, quienes arribaron a Puerto Cabello y no lograron iniciar negociaciones. Otros comisionados fueron destacados a Guatemala y a Nueva España. Posteriormente partieron hacia el Río de la Plata Antonio Luis Pereira (cónsul en Río de Janeiro) y el teniente coronel Luis de la Robla, quienes llegaron en septiembre a Río de Janeiro para tomar allí un barco a su destino. Desde esa ciudad Pereira envió el 4 de octubre un memorial al gobierno español dando cuenta del estado de sus colonias americanas y pidiendo se reconociera su independencia. Luego de varios meses de estadía en Río de Janeiro, arribaron a Montevideo, desde donde solicitaron permiso el 30 de abril para llegar a Buenos Aires. El permiso fue acordado el 14 de mayo, arribando a la capital el 23 de mayo de 1823. El día 30 fueron reconocidos oficialmente y acordadas sus inmunidades correspondientes, siendo además notificada la Junta de Representantes.

## Negociaciones
Al día siguiente de su arribo a Buenos Aires, los comisionados fueron recibidos por el ministro de Relaciones Exteriores del Estado de Buenos Aires, Bernardino Rivadavia. Para acallar la desconfianza de la opinión pública respecto de la negociación que se estaba realizando, Rivadavia instó a la Junta de Representantes de la Provincia de Buenos Aires para sancionara una ley que pusiera límites a las negociaciones. La Junta de Representantes sancionó el 19 de junio lo siguiente:

Art. 1° El Gob.no conforme al espíritu de la Ley de 21 de agosto de 1822 no celebrará tratados de neutralidad, de paz, ni de Comercio con S. M. C. si no precedida la cesasion de la grra en todos los nuevos Estados del Continente Americano, y el reconocimiento de su Independencia.

2° El Gob.no empleará desde luego los medios q.a crea mas eficaces para acelerar la cesasion de la grra y el reconocim.t° de la Indep.a.

3.e Queda autorizado el Gob.no á invertir la suma de veinte mil pesos p.r ahora á este efecto.

Luego de obtenida la ley, Rivadavia se la remitió el 20 de junio a los comisarios españoles para que sirva de base de negociación, luego continuó negociando hasta alcanzar un acuerdo. Firmándose la Convención Preliminar de Paz el 4 de julio de 1823.

## La Convención
- Wikisource contiene obras originales de o sobre Convención Preliminar de Paz (1823).

La Convención consta de 12 artículos:
En el artículo 1° se indica que a partir de los 60 días posteriores a la ratificación de la misma hecha por los gobiernos interesados, cesarían las hostilidades por mar y por tierra.

A los sesenta dias contados desde la ratificacion de esta convencion, por los Gobiernos á quienes incumbe cesarán las hostilidades por mar y por tierra entre ellos y la nacion española.

El artículo 2° establece que el virrey del Perú debía mantener sus posiciones al momento de tomar conocimiento de la convención. Los artículos 3°, 4°, 5° y 6° establecen disposiciones tendientes a restaurar el comercio mientras duraba el armisticio.
El artículo 7° establece que la suspensión de las hostilidades será por un término de 18 meses a contar luego de los 60 días posteriores a su ratificación. El artículo 8° establece que durante la vigencia de la convención, el Gobierno del Estado de Buenos Aires debía negociar por medio de un Plenipotenciario que representara a todas las provincias que integraban las Provincias Unidas del Río de la Plata, un tratado definitivo de paz de acuerdo a la ley del 19 de junio, con la Corona de España y los demás estados americanos.
El artículo 9° establece que una vez puesta en vigencia la convención, si se reanudaban las hostilidades, sería luego de que transcurrieran cuatro meses de la correspondiente intimación, con iguales términos para las relaciones comerciales, especificando en el artículo 10° el mantenimiento de la inviolabilidad de las propiedades.
El artículo 11° establece que una vez que el Gobierno de Buenos Aires sea autorizado por la Sala de Representantes para ratificar la convención, entraría en negociaciones con los gobiernos de Chile, del Perú y los demás de las Provincias Unidas del Río de la Plata, para obtener su adhesión a ella. Mientras que los comisionados españoles debían obtener la ratificación por parte de las autoridades españolas. El artículo 12° es de forma.
Al extender la convención a los gobiernos de Chile, Perú y Colombia y al negociar la independencia, los comisionados habían extralimitado sus funciones, sin embargo, la acuciante situación en la Península les hacía prever que su gobierno los autorizaría.

## Ratificación por la Junta de Representantes
Junto con el texto de la convención, Rivadavia envió ese mismo día 4 de julio a la Junta de Representantes dos proyectos de ley:

Artículo único:

Queda autorizado el Gob.n° p.a ratificar la Convención preliminar de 4 del presente mes celebrada entre el Gob.no del Estado de B.° Ay.° y los Comisión.° de S. M. C. cerca de él; y también para negociar la accesión á ella de los Estados y Gobiernos que se mencionan en el art.e 11 de la citada Conv.en.

Artículo único:

Siendo la guerra q. el Rey Luis 18, se prepara á hacer á la Nación Española, directa y principalm.t° contra el principio reconocido p.r el art.e 1,,° de la Ley de 10 de mayo de 1822: en el caso de realizarse la dhá agresión, queda autorizado el Gob.n° p.a negociar el q.e después de la celebración del tratado definitivo de paz y amistad con S. M. C. sobre las bases de la Ley de 10 de junio de q.e es preliminar la Convención de 4 de julio del presente año, se vote entre todos los Estados Americanos reconocidos Independientes en consecuencia de dho tratado definitivo p.a sosten de la Independ.a de España bajo el sistema representativo, la misma suma de 20 millones de pesos con que para destruirla han habilitado á su Gob.no en el mes de Marzo último las Cámaras de Paris.

A pesar de algunas disidencias, el 17 de julio la convención fue aprobada por 25 votos contra 7, aprobándose el 22 de julio el proyecto de resarcimiento económico a España. Se pensaba comprar la independencia pagando a España la misma cantidad de dinero que el gobierno francés había dispuesto para restaurar el absolutismo en España. Francia había acordado esa intervención en virtud de los acuerdo celebrados en Verona en octubre de 1822 por Santa Alianza y en abril de ese año 100.000 soldados franceses ingresaron en España. Ante esa situación en la Península, los comisionados españoles pensaron que su gobierno aceptaría de buen grado el reconocimiento de la independencia, debido al agotamiento de sus recursos para hacer frente a la invasión francesa.

## Comunicaciones a los gobiernos aliados
El 7 de julio Rivadavia envió comunicaciones a los gobiernos de Chile y del Perú dándoles a conocer la convención y solicitando se envíe representantes para negociar ante el rey un tratado de paz definitivo. Ese mismo día también se envió una comunicación al gobierno de la Gran Colombia para darle a conocer la convención.
Otra comunicación del 7 de julio encargó a Félix de Álzaga, quien se hallaba en Chile, la negociación con ese país, con el Perú y con Colombia, siendo oficializada el día 23. 
El 18 de julio fue nombrado comisionado para el arreglo de la línea de ocupación en Salta, el coronel mayor Juan Antonio Álvarez de Arenales para poner en prácticas los artículos 2 y 3 de la convención, ante las autoridades de Salta y el virrey del Perú.
El 23 de julio Rivadavia designó ministro plenipotenciario ante el virrey al coronel Juan Gregorio de Las Heras. Designado también como diputado a Diego Estanislao Zavaleta, para que junto con Las Heras negociara la adhesión a la convención por parte de las provincias del interior del país (de la carrera del Perú), logrando que cada una de ellas autorice a Buenos Aires para enviar un negociador ante el rey. Las provincias encargadas a Las Heras eran Córdoba, Santiago del Estero, Tucumán y Salta, debiendo continuar las negociaciones necesarias con ellas Zabaleta, quien debía además negociar con Catamarca, La Rioja, San Juan, San Luis y Mendoza.
El 29 de julio fue nombrado secretario de la comisión ante el virrey, José Severo Malabia.
El 28 de julio Juan García de Cossio fue enviado ante las provincias de la carrera del Paraguay: Santa Fe, Corrientes y Entre Ríos y ante el gobierno del Paraguay, en donde Gaspar Rodríguez de Francia ignoró las proposiciones. A fines de noviembre de 1823 García de Cossio pidió a Rodríguez de Francia desde Corrientes el permiso para viajar a Asunción, un año después seguía sin contestar las propuestas.
El gobierno chileno despachó en misión secreta el 7 de agosto al capitán de fragata Carlos García del Postigo para obtener el parecer del gobierno peruano y de Simón Bolívar. Lo hacía respondiendo a un acuerdo del Senado de Chile del 16 de abril:

Lo que sí cree urjentísimo, es remitir a Colombia un enviado para acordar con el Libertador i con el plenipotenciario del Perú, las proposiciones que hayan de hacerse a los comisarios réjios de España en orden a la conclusión de la guerra.

Luego el Congreso Constituyente chileno despachó a un enviado a Buenos Aires, dejando la discusión sobre la convención en espera de adquirir ulteriores noticias. Debido a la situación en el Perú por la derrota de Santa Cruz, Postigo demoró en cumplir su misión permaneciendo en Arica, y cuando Álzaga exigió una respuesta en octubre de 1823 se le contestó que no se procedería sin el acuerdo de Perú y Colombia. Luego Freire escribió a Bolívar el 16 de diciembre de 1823:

El Gobierno de Chile está persuadido de que la Convención celebrada por el de Buenos Aires solo podría convenir a aquella provincia por sus estraordinarias circunstancias particulares, i por la política que ha adoptado de no tomar prenda en la defensa de los países que aun luchan con los españoles; pero ella seria la ruina de los estados que por su propia conservación i por el bien jeneral de la América se han empeñado en su emancipación total, haciendo la guerra a los españoles hasta espulsarlos enteramente del continente. Diez i ocho meses de suspensión de armas aniquilaban nuestros recursos, desorganizaban nuestros ejércitos i escuadras, i si nos hacían perder la actitud armada que deberíamos conservar, tanto peor para nosotros, que nos veríamos atacados, antes de esperar el término del convenio i desde el momento en que los españoles creyesen poderlo hacer con ventaja.

## Negociación con el virrey del Perú
Rivadavia envió una carta a de la Serna el 23 de julio, instándolo a que se adhiera a la convención que le daba a conocer:

(...) La Administración de Buenos Ayres desea que S. E. fijando toda su atención sobre los procedimientos que se expresan en esta nota, y dispensando toda la que merezca la exposicion que el General Comisionado está encargado de hacerle, halle mucho mas digno de ocupar sus meditaciones en procurarse medios para apresurar con su poderoso influjo el que los beneficios de la paz entre cuanto antes á sostituir la fatalidad de la guerra, p.r cuya cesacion así como por la salud y la prosperidad de S. E. hace y hará constantes votos la administración de B.s Ayres.

Las Heras pidió autorización para llegar hasta el Cusco para negociar con el virrey de la Serna, pero éste impidió su ingreso en el Alto Perú, enviando al brigadier Baldomero Espartero para que escuchara las proposiciones en la ciudad de Salta, dándole instrucciones al respecto el 13 de octubre. De la Serna se negó a cumplir las disposiciones de la convención argumentando que sólo podía negociar respecto a un armisticio con las Provincias Unidas y no con los demás estados americanos. Exigió también como condición que Buenos Aires retirara del Perú a la División de los Andes, todo lo cual fue rechazado por Las Heras y en consecuencia, nada se acordó.

(...) Que el brigadier d. Baldomero Espartero, comisionado por el General La Serna para conferenciar con el General Las Heras sobre la Convencion citada, habia propuesto que ésta limitase sus efectos á las Provincias Unidas y los pueblos ocupados por las armas españolas, en consecuencia de lo que las Provincias Unidas debian retirar el egército de los Andes que existe en Lima: no auxiliar ni por mar, ni por tierra á las Repúblicas de Chile, Perú y Colombia y Prov. Unidas: y convenir en una raya divisoria solo por este lado, dando por razon sustancial para todo ésto, el que el General La Serna está bien instruido de que á más de los Comisionados que habian venido de España para las Provincias Unidas del Rio de la Plata, debian venir otros para Chile, Perú, &. con quienes se celebrarian convenciones especiales: en suma por que la de 4 de Julio no era continental, sino limitada de las Provincias Unidas. (Carta de Rivadavia a Álzaga, 17 de enero de 1824)

Como Espartero se escusó de no poder negociar por no tener instrucciones del virrey, Las Heras intentó nuevamente llegar hasta el Cusco y para ello ambos viajaron hasta Tupiza en la frontera, desde donde el virrey ordenó que regresara a Salta. En vistas de eso, Rivadavia ordenó a Las Heras el 19 de enero acelerar las negociaciones: 

(...) el no proceder este Gobierno sin el acuerdo del del Perú en las circunstancias en que se hallan, á quien por lo tanto mas extrechamente interesa, y la esperanza que el mismo Sñr Comisionado expresa de que el General español mudaria de estilo y entraria en raz.n, no le dictasen el suspender toda resolucion hasta recibir las comunicaciones que dho Sñr Comisionado haga en virtud á lo que él manifiesta esperar del General La Serna; y como por otra parte cuando esta nota llegue á sus manos, el negocio debe estar definitivam.° decidido, crée el Gobierno también que es inoportuno hacer mas explanaciones que las que se tienen hechas. — Mas no puede dejar de observar que siempre que el General español adopte la cesacion de hostilidades con todos los Estados Americanos bajo el principio de reciproca seguridad, no debe embarazar ni demorar cualquiera articulo de detalle, la realizacion de la Paz y el restablecimiento del comercio.

El 7 de febrero se ordenó a Las Heras que exija una respuesta categórica e inmediata:

(...) En su virtud corresp.de q.e el Sor. Gral comisiondo cerca de las Autorid. Españolas en el alto Peru, luego de recivir estas notas, haga á aquellas igual intimacion exigiendo q.e cathegoricam.t° contesten sobre el punto pend.te bien entendido q.e el Sor. Grál. comision.do queda autorizado, p.a q.a en el caso, ya sea de retardar dhá contest.n ó de no ser esta de acuerdo con el interes grál. del contin.t am.° se replegue sobre el territorio de las Prov. unidas, dexando su com.n en el estado q.e se halle.

El 16 de febrero de 1824 Rivadavia devolvió los pasaportes a los dos negociadores españoles, para que viajasen a Montevideo, considerando innecesaria su permanencia en Buenos Aires.
El general Paz en sus memorias se refirió a la convención con estos términos:

(...) un acto que nada produjo en provecho de la independencia y que pudo dañar enfriando el ardor guerrero de los pueblos que era oportuno excitar. Afortunadamente ni estos ni los ejércitos que estaban en la palestra hicieron la menor atención, y siguieron las operaciones militares como si no hubiese habido tal convención.

Las Heras regresó a Buenos Aires en abril de 1824 para hacerse cargo del gobierno de esa provincia en sustitución de Martín Rodríguez, mientras dos sucesos impidieron definitivamente poner en vigor la convención: la Sublevación del Callao y la Rebelión de Olañeta.

## Anulación por el rey
La toma de Cádiz por los franceses y la caída del gobierno constitucional en España hicieron que el 24 de diciembre de 1823 el rey anulara "quantos actos hubiesen ejecutado en virtud de ellos contrarios a los indudables derechos de S. M. al dominio absoluto de aquellas posesiones", quedando sin valor alguno la convención.